# Muzeum zemědělské techniky Čáslav
Muzeum zemědělské techniky v Čáslavi v okrese Kutná Hora, je jedním z pracovišť Národního zemědělského muzea.
Specializuje se na historii a vývoj zemědělské techniky a mechanizace. Návštěvník může v prostorách muzea spatřit velikou sbírku historických traktorů, kombajnů, mlátiček obilí, stabilních motorů, oradel, lokomobil a jiné zemědělské mechanizace. Tato sbírka je jednou z největších a nejucelenějších sbírek továrních řad podobné techniky v Evropě.

## Historie
Sbírky historické zemědělské techniky se rozrůstaly souběžně s vývojem nových strojů a mechanizace. Pracovníci muzea si uvědomovali význam sběru vyřazované techniky pro budoucí generace. I proto je ve sbírce muzea například český vynález, ruchadlo bratranců Veverkových a další historická oradla a mlátičky. Rozvoj sbírkotvorné činnosti zemědělské techniky, zejména dopravy, lze hledat v 50. letech 20. století. V roce 1957 muzeum do své sbírky získalo unikátní motorový pluh Praga K. V roce 1970 pak svůj první traktor, americký Fordson. Následující rok pak sbírku rozšířily dva traktory domácí značky Svoboda. Významnou akvizicí byla v roce 1972 kompletní orební parní souprava značky Fowler, dnes nazývaná Přemysl a Libuše. Provozuschopnou soupravu převedl do sbírek muzea Státní statek Katusice, který s ní přestal toho roku provozovat parní lanovou orbu. V 70. letech započalo systematické shromažďování traktorů, které řídil tehdejší ředitel muzea Zdeněk Tempír. V roce 1984 již sbírka obsahovala 23 traktorů české i zahraniční výroby, do roku 1989 se díky iniciativě nového ředitele muzea Ing. Ptáčka rozrostla o dalších 29 traktorů. V roce 1991 NZM odkoupilo 63 traktorů a jeden motorový pluh z rozsáhlé sbírky traktorů Středního odborného učiliště Státní traktorové stanice v Dobříši. Po nástupu kurátora a budoucího ředitele Vladimíra Michálka začalo muzeum sbírku zkvalitňovat, často i výměnami se sběrateli ze zahraničí. V roce 1998 muzeum odkoupilo rozsáhlou sbírku sběratele Františka Líra. Od svého počátku mělo muzeu obrovský problém se skladováním zemědělské techniky a s prostory pro jejich prezentaci. Částečnou pomocí bylo vybudování expozice Tradice zemědělské techniky ve výstavní hale VÚZT – Praha Řepy roku 1976. Část traktorů byla pro nedostatek prostorů uložena také ve stodolách v okolí zámku Kačina, kde mělo muzeum svoje depozitáře. Teprve rok 1991 a získání depozitárních hal v bývalém autoparku sovětské armády ve Zdechovicích umožnil oddělit expozici od depozitářů a v roce 1992 byla veřejnosti představena kolekce 43 historických traktorů. V roce 2003 získalo muzeum své definitivní působiště, a to v Čáslavi, v areálu bývalého vojenského autoparku a skladu vojenské techniky z 50. let 20. století. V roce 2010 byla vybudována nová výstavní hala a v roce 2021 byl slavnostně otevřen nový Provozně nízkonákladový depozitář.

## Expozice
Dřinu strojům? Dřinu strojům! - dějiny a vývoj zemědělské techniky v kontextu doby
Zpřístupněné depozitáře
- České traktory – historické stoje od devíti českých výrobců
- Zahraniční traktory – kolekce zahraničních strojů převážně z první poloviny 20. století
- Sklízecí mlátičky – ucelená sbírka kombajnů používaných na území ČR ve 20. století
- Motorové pluhy – předchůdci traktorů z počátku 20. století
- Stabilní motory – rozmanitá řada spalovacích motorů, které se používaly převážně v první polovině dvacátého století k pohonu zemědělských strojů
- Mlátičky – základní zemědělské náčiní používané k získávání zrn z klasů nebo lusků

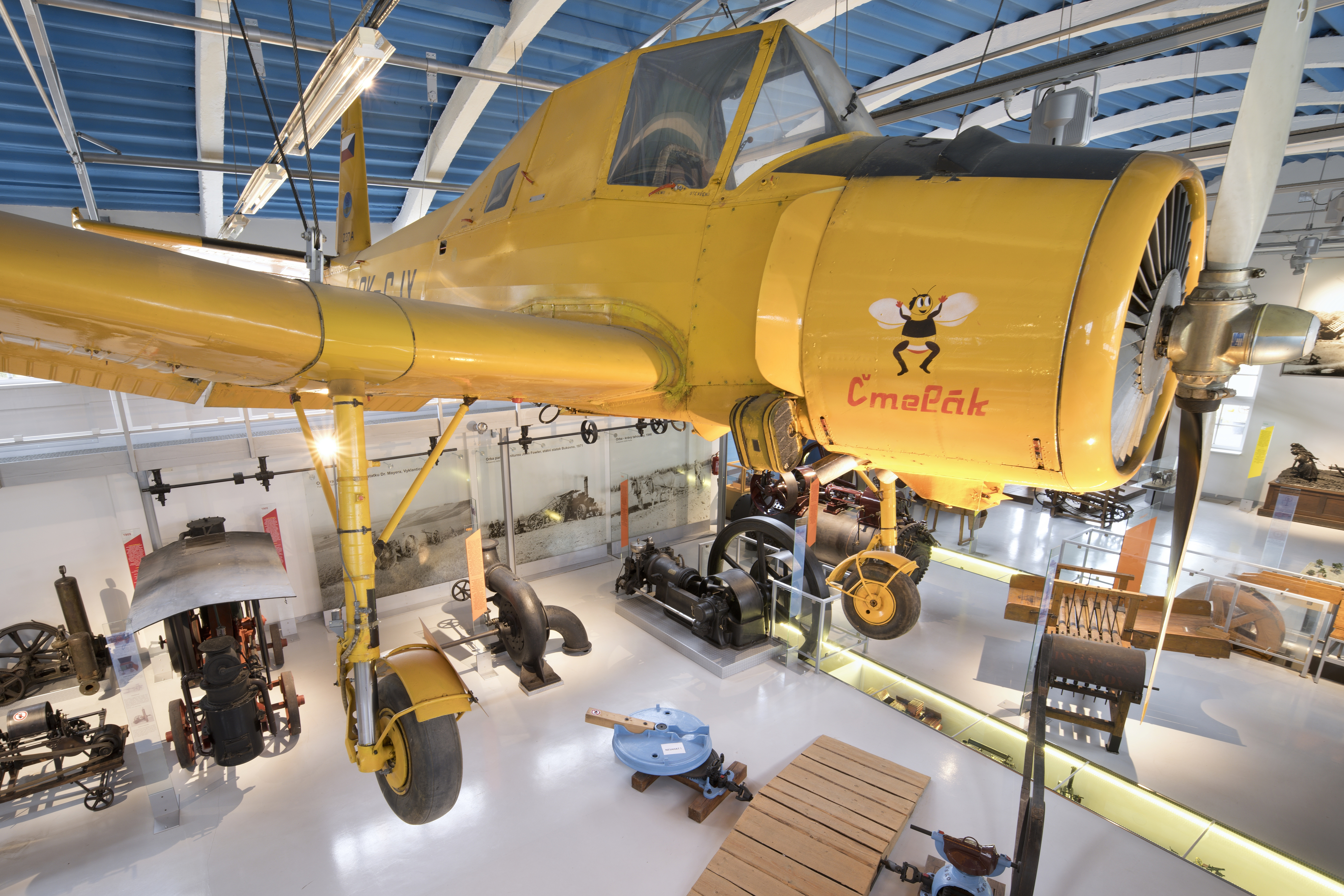
Práškovací letadlo Zlín Z-37 Čmelák v NZM Čáslav
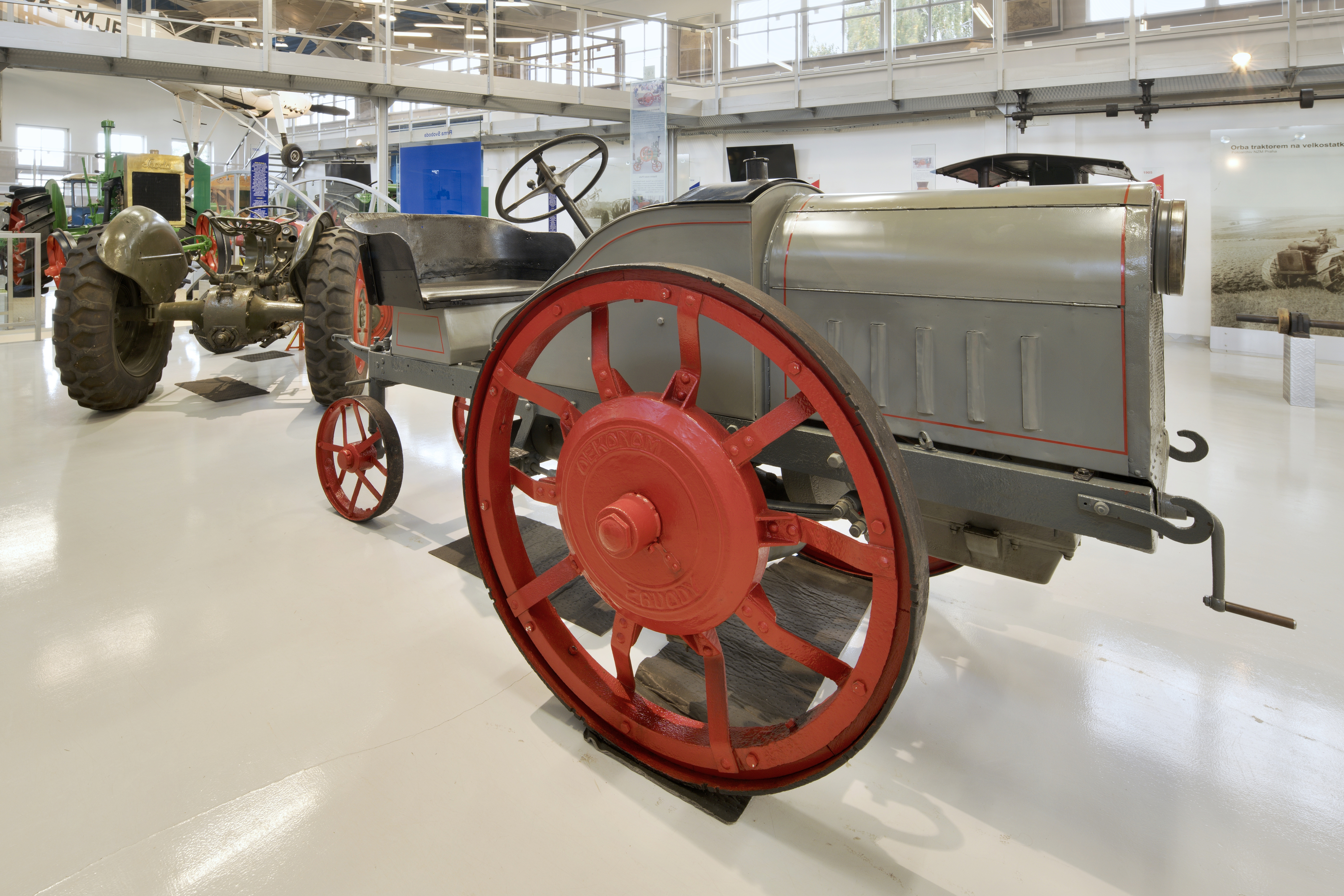
Motorový pluh Oekonom ve sbírce NZM
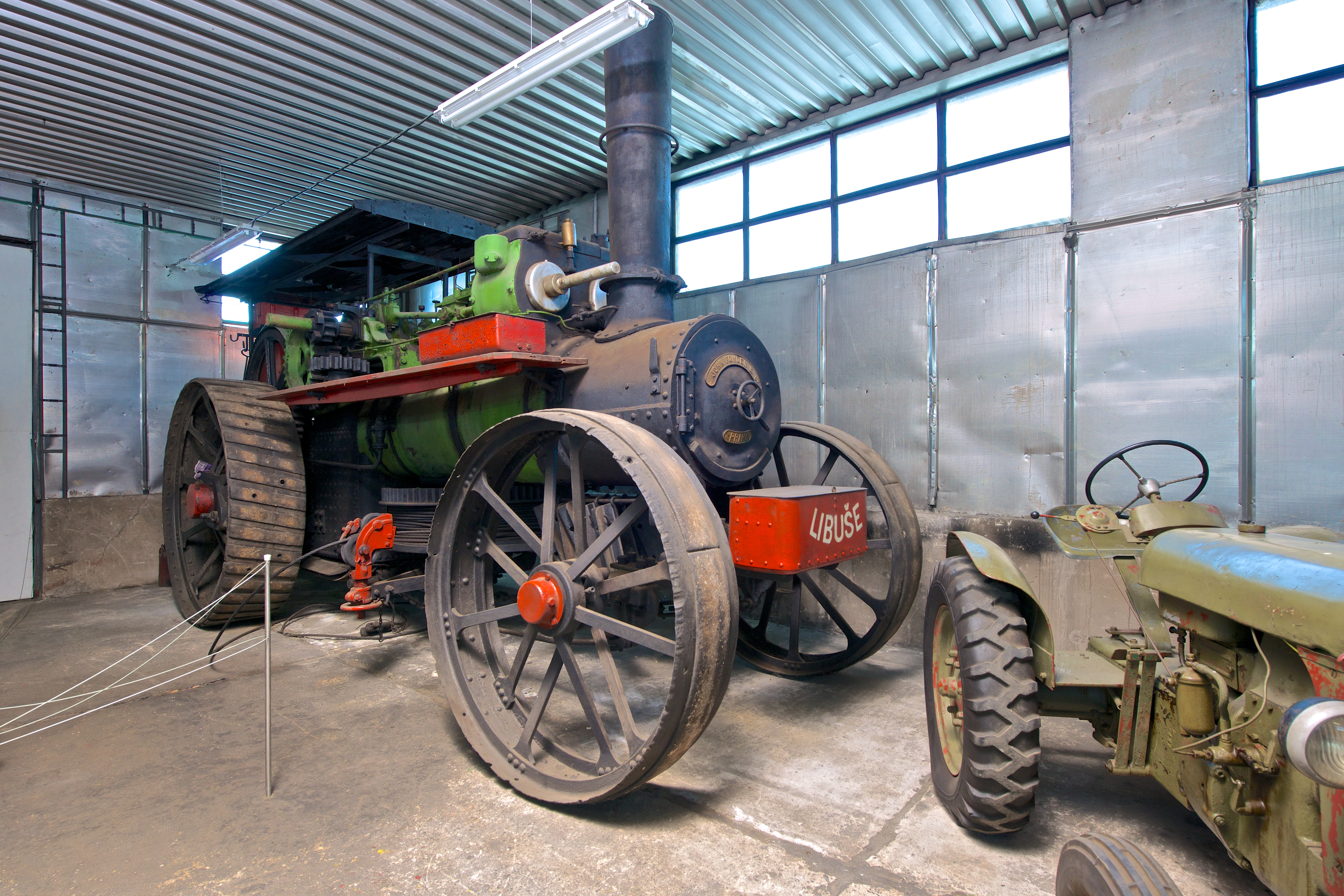
Parní oračka firmy Fowler
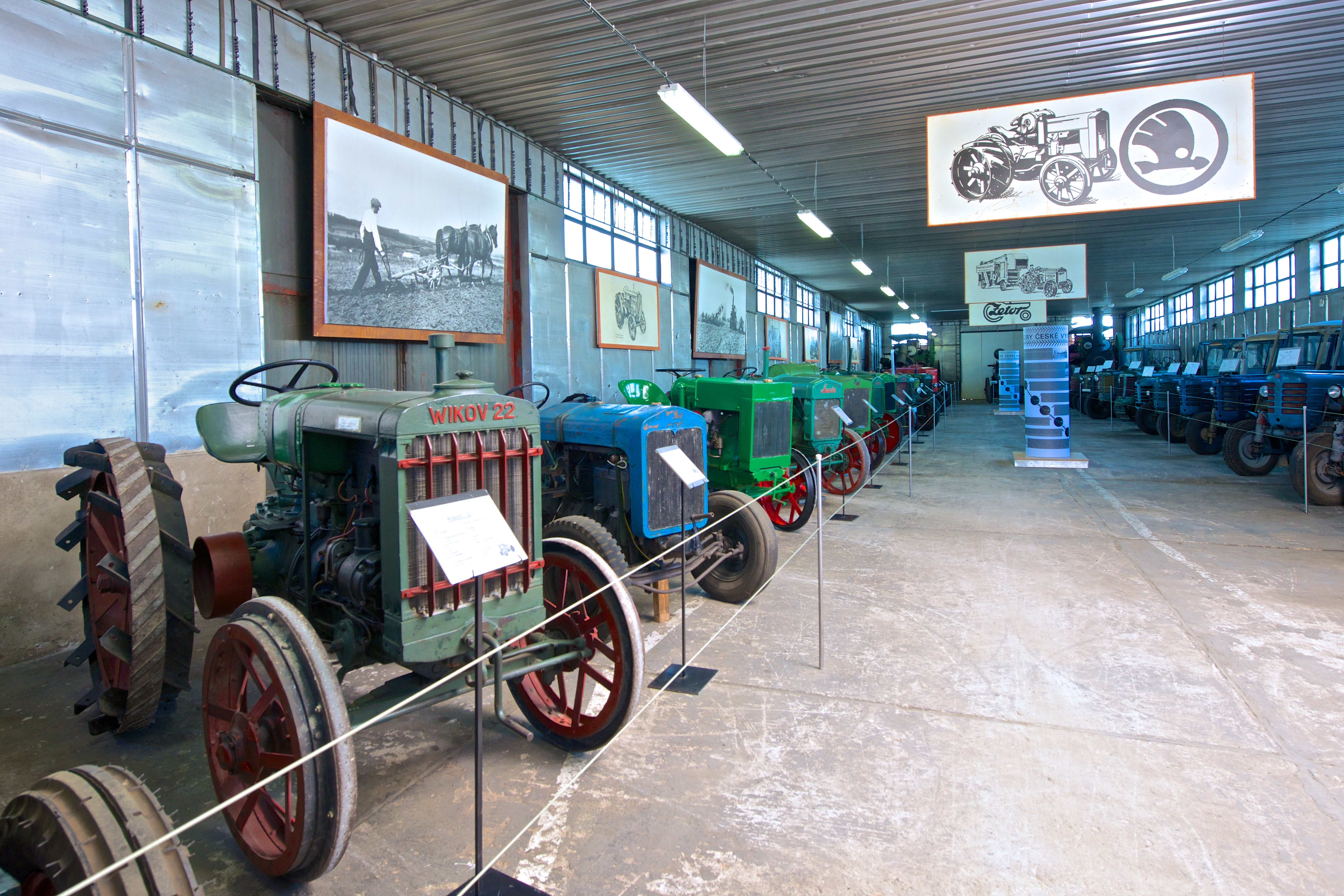
Depozitář České traktory
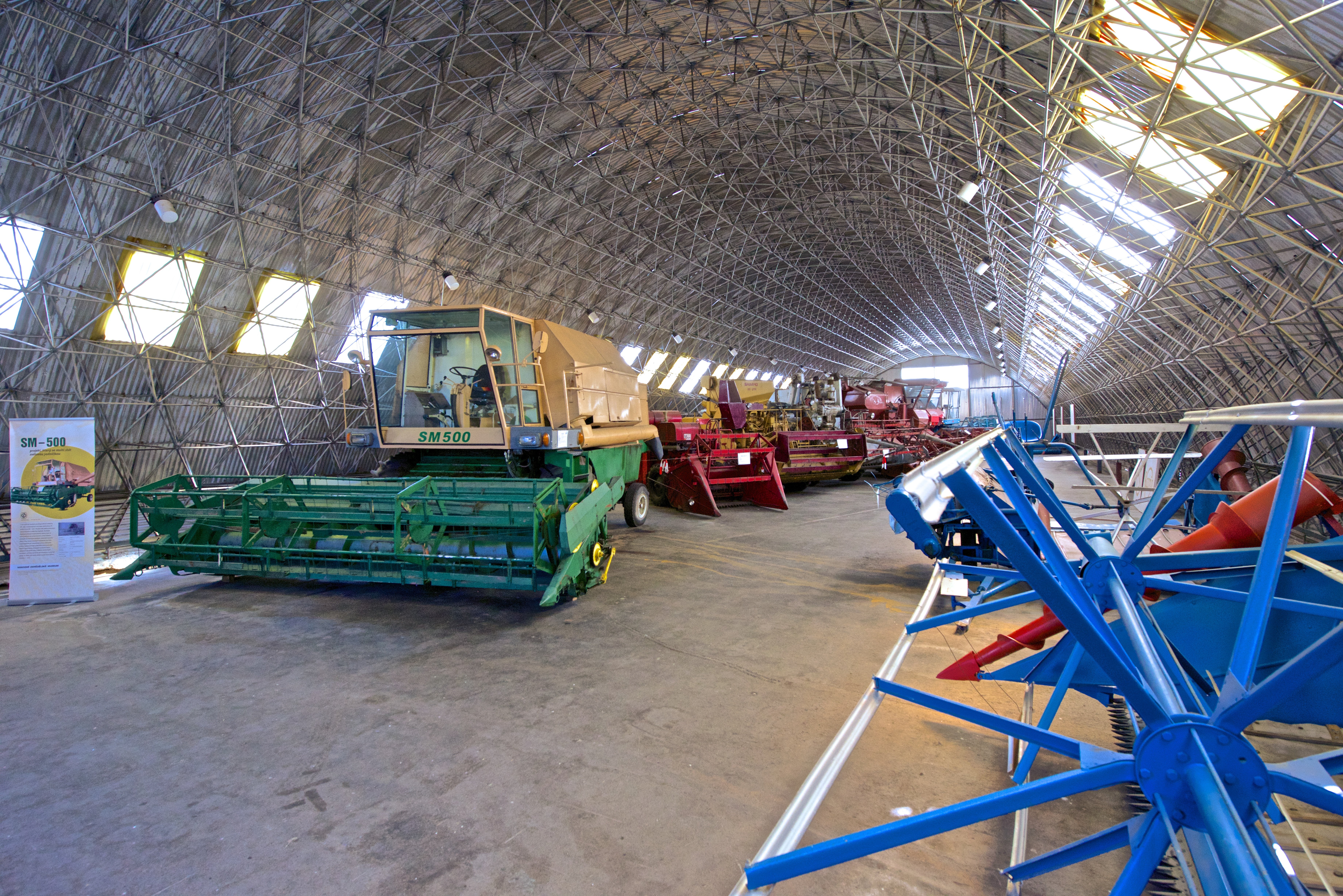
Sklízecí mlátičky v NZM Čáslav
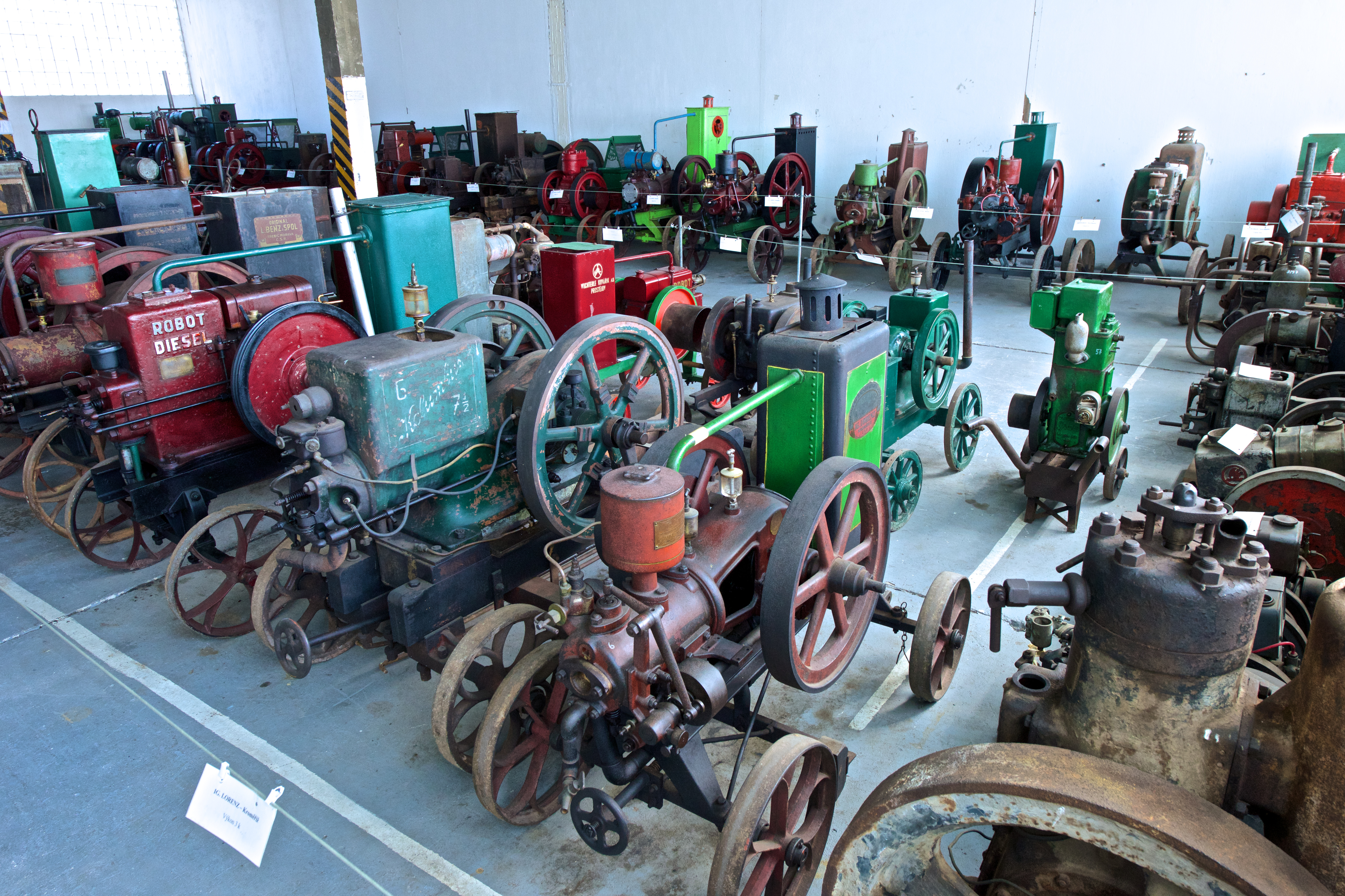
Stabilní motory v NZM Čáslav

## Sbírkové předměty
NZM Čáslav nabízí návštěvníkům unikátní stroje naší i zahraniční výroby. Mezi ty nejzajímavější patří:
- Ruchadlo bratranců Veverkových
- Parní orební souprava značky Fowler
- Motorový pluh Praga K
- motorový pluh Excelsior typu P5 firmy Laurin a Klement
- Prototyp sklízecí mlátičky SM 500
- Motorový pluh Oekonom
- Kombajn ŽM 330
- prototyp traktoru Škoda HT 25
- tovární řady strojů značek jako Škoda, Zetor, Svoboda, Wikov aj.

## Poloha
Muzeum zemědělské techniky se nachází v přímé blízkosti obchvatu Čáslavi, asi hodinu cesty od Prahy.

## Areál
Muzeum se nachází v prostorách bývalého armádního autoparku. Většina techniky je k vidění ve zpřístupněných depozitářích. V areálu jsou dále vystavěny nové budovy:   
Administrativní budova s expozicí Dřinu strojům? Dřinu strojům byla otevřena v roce 2010.  

Provozně nízkonákladový depozitář byl otevřen 30. 11. 2021. Je v něm uloženo 12 muzejních podsbírek. Prostory o rozloze 5 000 m2 byly koncipovány i pro velkorozměrové předměty, např. zemědělské stroje, a pro manipulaci s nimi je používán vnitřní jeřáb. Depozitář je vybaven kompaktním regálovým systémem, systém je navíc prachostěnný. Přímo v objektu depozitáře je i konzervátorsko-restaurátorská dílna sloužící k ochraně i úpravě sbírkových předmětů. Každý předmět před umístěním do depozitáře prochází sanací v termokomoře, zařízení, které umožňuje netoxickou likvidaci dřevokazného hmyzu. Depozitář je pro návštěvníky standardně uzavřen, právě z důvodu ochrany uložených předmětů. Projekt byl financován z Integrovaného regionálního operačního programu. Na projekty IROP je poskytována finanční podpora z EU.

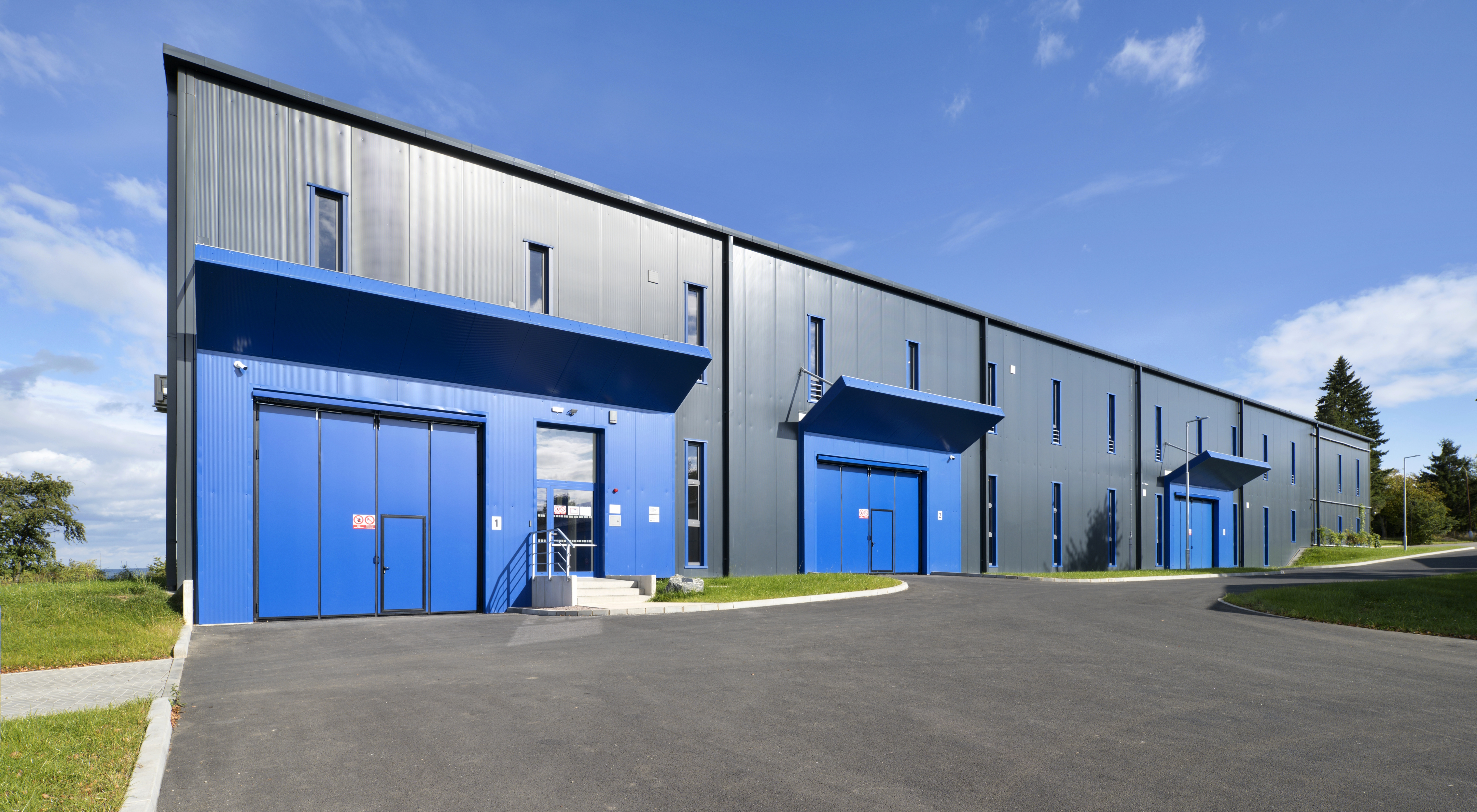
Budova moderního depozitáře NZM
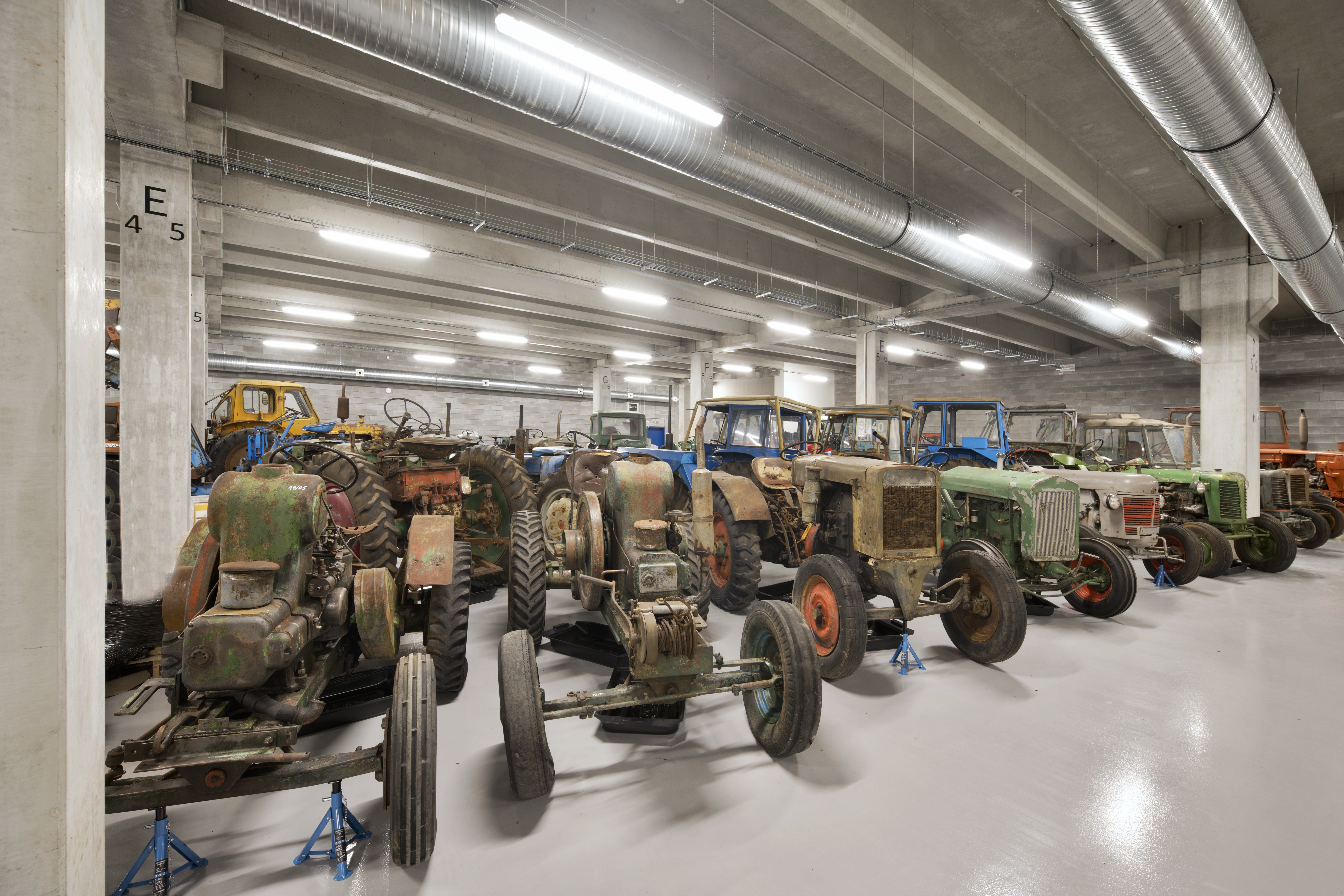
Zemědělská technika v moderním depozitáři NZM
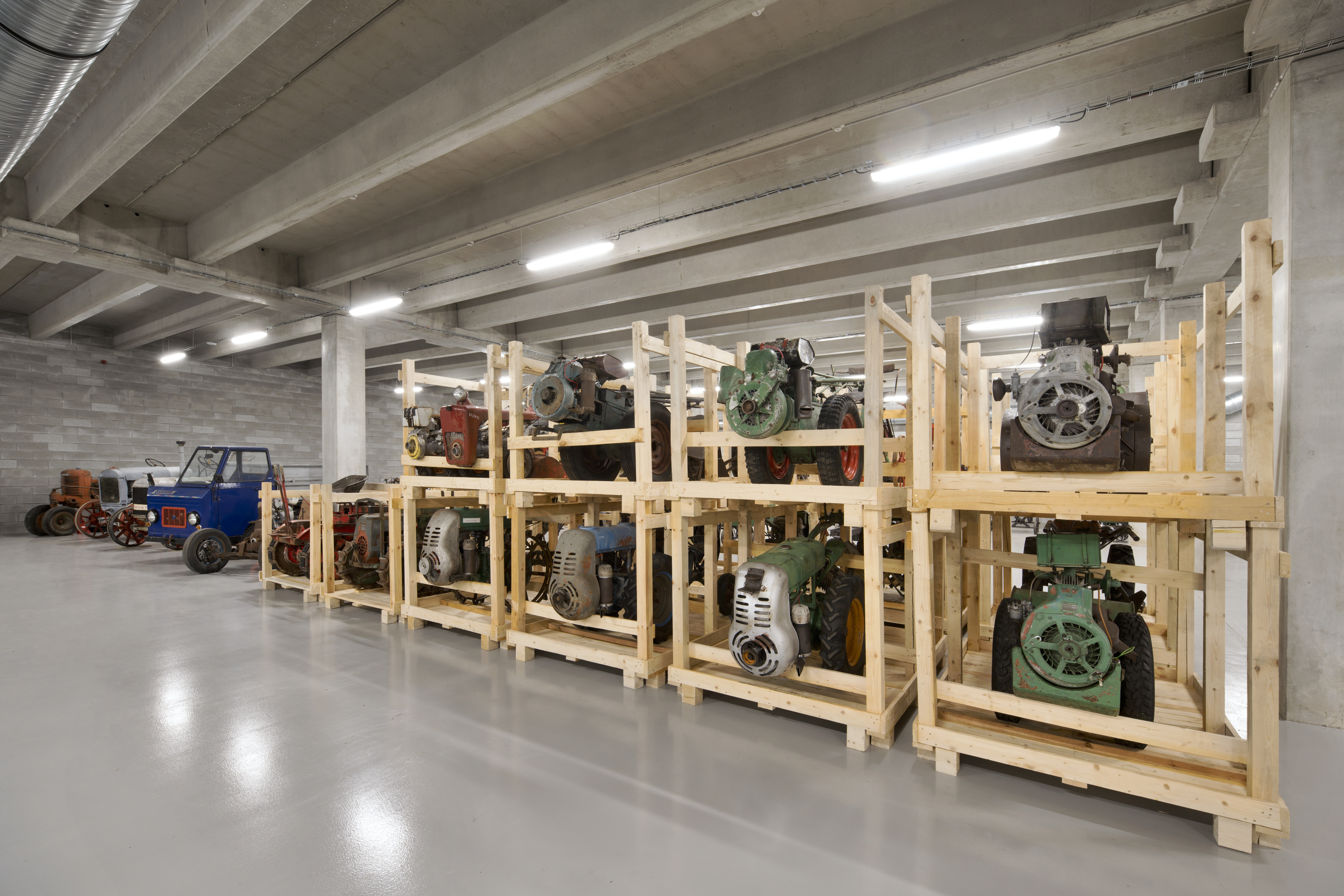
Uložení sbírkových předmětů v moderním depozitáři NZM
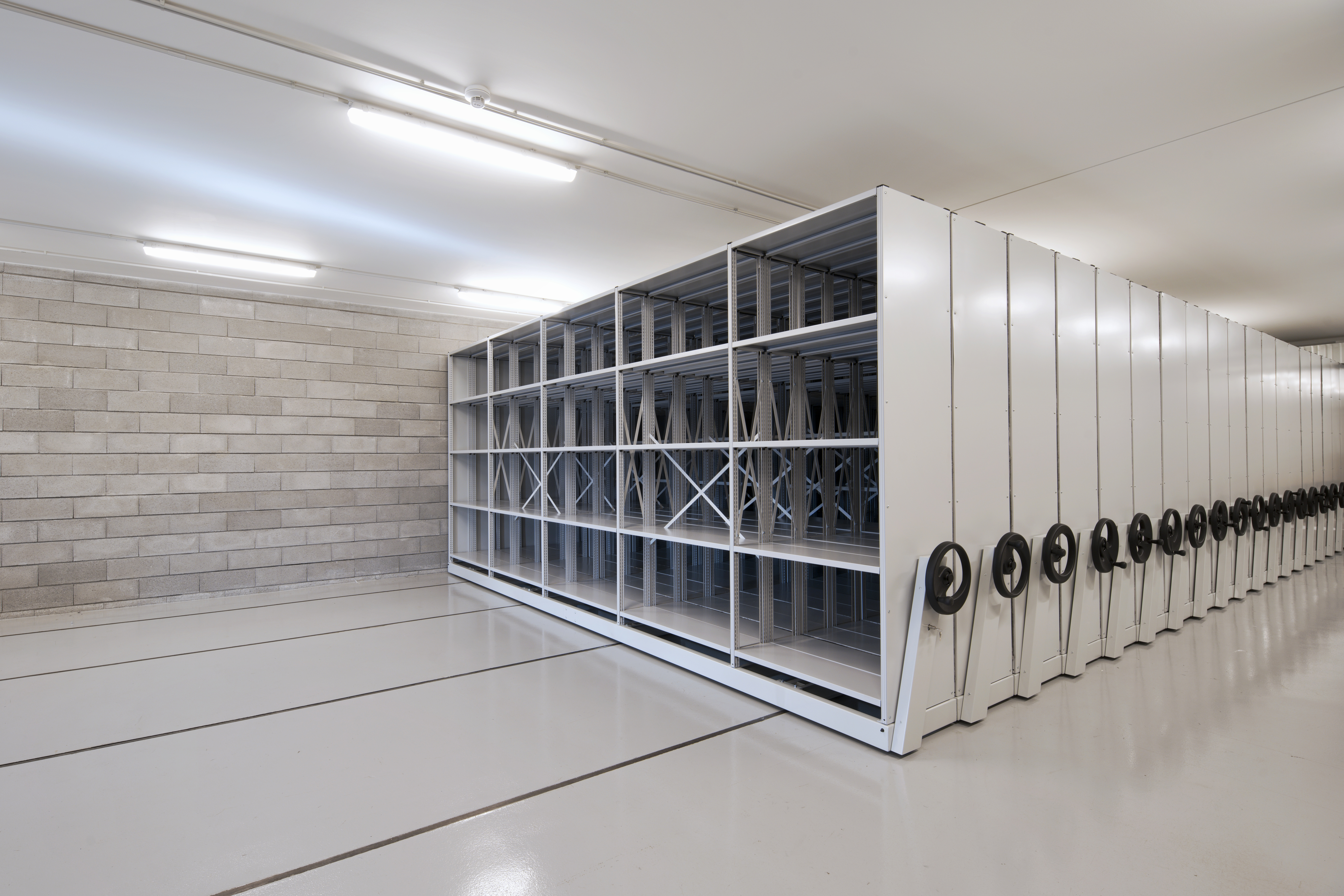
Sál pro drobné sbírkové předměty NZM
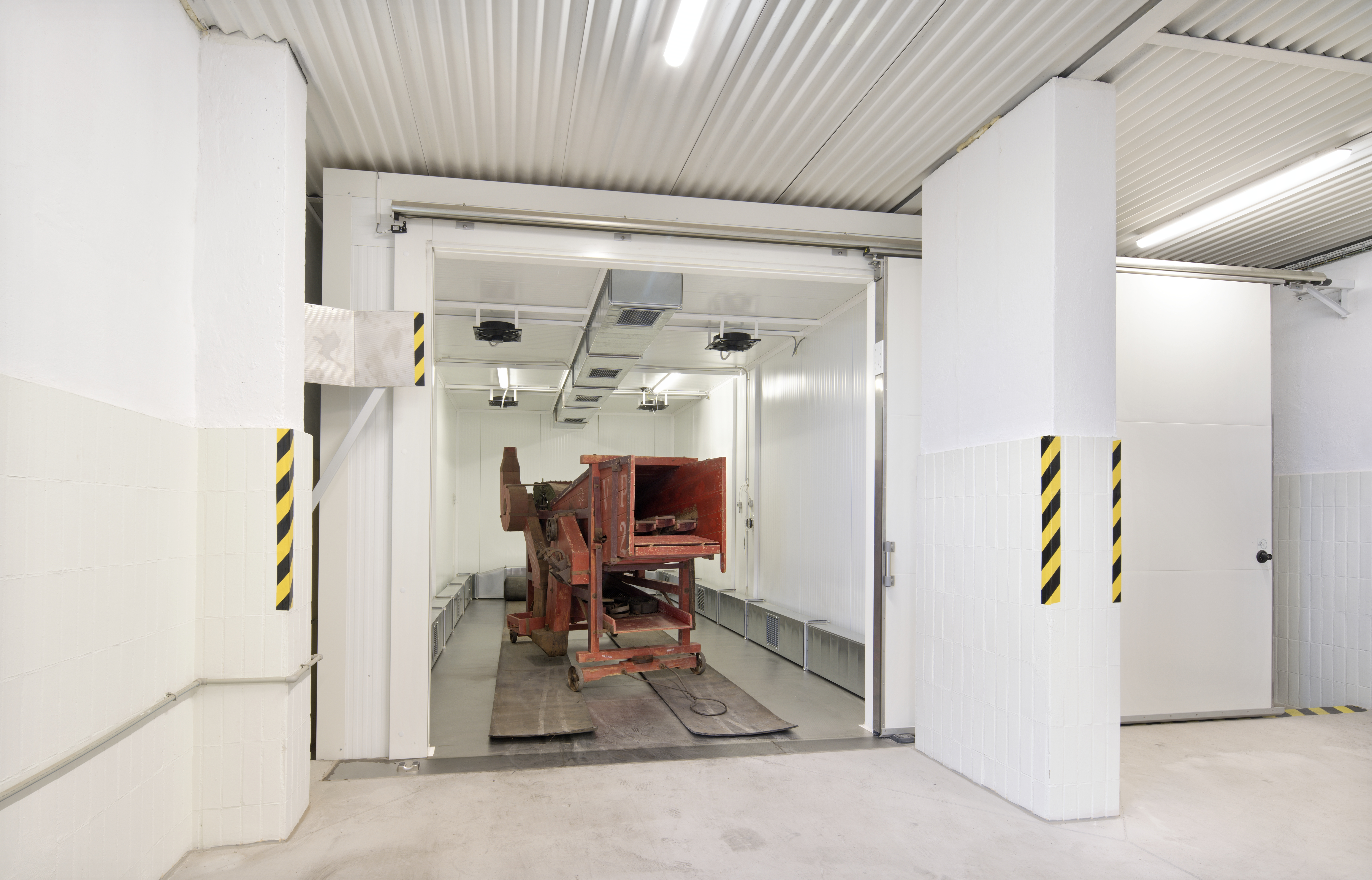
Termokomora v NZM Čáslav

Návštěvníci mohou využít dopravní hřiště, pumptrack nebo workoutovou zónu. Kolem areálu vede cyklostezka.

## Pradědečkův traktor a další akce

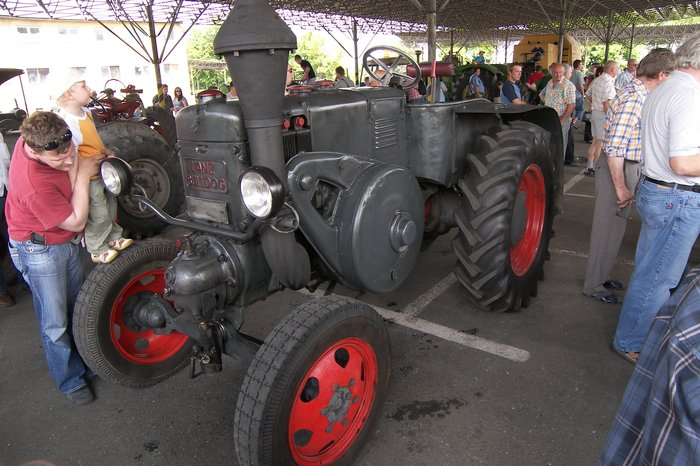
Startování traktoru Lanz Bulldog na akci Pradědečkův traktor

Každý rok se první víkend v červnu koná hojně navštěvovaná akce Pradědečkův traktor. Provozuschopné exponáty jsou vytaženy a předváděny návštěvníkům v chodu.  
Od roku 2021 pořádá muzeum předváděcí akce i v rámci Muzejní noci, Traktoriády nebo Adventu v muzeu. 
Návštěvnicky zajímavá je i akce Den otevřeného depozitáře, kdy je zpřístupněn Provozně nízkonákladový depozitář. 

## Jednotlivá pracoviště a výstavní budovyNárodního zemědělského muzea
- Národní zemědělské muzeum Praha – hlavní výstavní budova
- Muzeum zemědělské techniky Čáslav
- Muzeum českého venkova Kačina
- Muzeum lesnictví, myslivosti a rybářství Ohrada
- Muzeum vinařství, zahradnictví a krajiny Valtice
- Muzeum potravin a zemědělských strojů Ostrava